# Aphaereta scaptomyzae
Aphaereta scaptomyzae är en stekelart som beskrevs av Fischer 1966. Aphaereta scaptomyzae ingår i släktet Aphaereta och familjen bracksteklar. Inga underarter finns listade i Catalogue of Life.